# Riekiella rupari
Riekiella rupari är en tvåvingeart som beskrevs av Kelsey 1987. Riekiella rupari ingår i släktet Riekiella och familjen fönsterflugor. Inga underarter finns listade i Catalogue of Life.